# 迷客夏
迷客夏（ミルクシャ、英語：Milksha）は、台湾台南市嘉里区発祥のタピオカミルクティーのチェーンである。Yaxiang Industrial Co., Ltd.が運営している。自社で牧場（綠光牧場という）を運営している。2019年現在、台湾国内に218店舗、中国、香港、シンガポールにも進出している。日本でも青山、恵比須、目黒、下高井戸に展開したが、現在は閉店している。